# Arras Film Festival
L'Arras Film Festival (anciennement appelé Festival international du film d'Arras, surnommé L'autre cinéma jusqu'en 2008), est un festival de cinéma consacré aux cinémas de France et d'Europe qui se déroule début novembre dans la commune d'Arras, département du Pas-de-Calais.

## Histoire
Plan Séquence crée le festival L'autre Cinéma en 2000, dans le but de faire découvrir et mettre en valeur les divers talents cinématographiques européens. En 2008, le festival ouvre une compétition européenne, excluant tout film français, déjà largement primé ou diffusé. Le festival, toujours dans la voie de la différence s'appelle alors Arras Film Festival.

## Déroulement
Chaque année, en début novembre, Arras allume pendant 10 jours les projecteurs sur son Festival International du Film.
Cette grande manifestation se déroule principalement sur la Grand'Place d'Arras, où l'on trouve le village du festival en vis-à-vis du cinéma Mégarama (anciennement Cinémovida), mais aussi au Casino, à l'Hôtel de Guînes, à l'Office Culturel, au Théâtre d'Arras, à Artois Expo et à l'Université d'Artois. Elle propose au public de plus en plus nombreux : des avant-premières nationales et internationales, des hommages et rétrospectives, des découvertes des cinémas européens et mondiaux, un festival des enfants, des trésors du cinéma. Avec de plus, deux cinés-concerts, un festival Off et des expositions, et la présence d'invités d'honneur, tout concourt pour fêter sur les places d'Arras le Cinéma.
Pour la compétition européenne, une dizaine de films sont présentés.

## Prix décernés
- Atlas d'or - Grand Prix du jury[5]
- Atlas d'argent - Prix de la mise en scène
- Atlas d'argent - Prix du public
- Prix Regards jeunes
- Prix du Syndicat français de la critique de cinéma[6]

## Palmarès

### 9eédition(2008)
en 2008, 18 800 spectateurs.

### 10eédition(2009)
du 6 au 15 novembre 2009, 25 000 spectateurs.
Grand Prix du Jury (présidé par Philippe Lioret, avec Emily Atef, Anne Consigny, Olivier Gourmet et Christophe Rossignon)
Un été suédois (Flickan), de Fredrik Edfeldt, Suède
Prix de la mise en scène
L'Autre Irène (Cealaltă Irina), de Andrei Gruzsniczki, Roumanie
Prix du Public
Very Cold Trip (Napapiirin sankarit), de Dome Karukoski, Finlande
Prix du Syndicat français de la critique de cinéma
Un été suédois (Flickan), de Fredrik Edfeldt, Suède
Mention spéciale du jury aux acteurs
Mirjana Karanović dans Here and there, de Darko Lungulov
Krzysztof Stroiński dans Scratch, de Michał Rosa

### 11eédition(2010)
du 5 au 14 novembre 2010, 59 758 spectateurs, 344 films, 2 351 projections.
Grand Prix du Jury (présidé par Manuel Poirier, avec Marie Rivière, Serge Riaboukine, Hrvoje Hribar et Tudor Giurgiu)
Une solution rationnelle, de Jörgen Bergmark, Suède
Prix de la mise en scène
La Médaille d'honneur, de Călin Peter Netzer, Roumanie
Prix du Public
80 Egunean, de Jon Garaño et José Maria Goenaga, Espagne
Prix du Syndicat Français de la Critique de Cinéma
Comment j'ai passé cet été, de Alekseï Popogrebski, Russie
Mention spéciale du jury
80 Egunean, de Jon Garaño et José Maria Goenaga, Espagne

### 12eédition(2011)
du 4 au 13 novembre 2011.
Grand Prix du Jury (présidé par Claude Lelouch, avec Judith Henry, Joël Chapron, Ozana Oancea et Philippe Reynaert)
Hold-up (Nokas), de Erik Skjoldbjærg, Norvège
Prix de la mise en scène
Behold the Lamb, de John McIlduff, Royaume-Uni
Prix du Public
La Dette (Kret), de Rafael Lewandowski, Pologne
Prix du Syndicat français de la critique de cinéma
La Dette (Kret), de Rafael Lewandowski, Pologne
Prix Regards Jeunes
Fils unique, de Miel van Hoogenbemt, Belgique
Mention spéciale du jury
A trip (Izlet), de Nejc Gazvoda, Slovénie

### 13eédition(2012)
du 9 au 18 novembre 2012.
Grand Prix du Jury (présidé par Tonie Marshall, avec Jérôme Bonnell, Helena Hazanov, Dries Phlypo et Fanny Valette)
Teddy Bear (10 timer til Paradis), de Mads Matthiesen, Danemark
Prix de la mise en scène
Little Black Spiders, de Patrice Toye, Belgique
Prix du Public
My Beautiful Country (Die Brücke am Ibar), de Michaela Kezele (de), Allemagne
Prix regard jeunes
Either Way (A annan veg), de Hafsteinn Gunnar Sigurðsson, Islande
Prix du Syndicat français de la critique de cinéma
Teddy Bear (10 timer til Paradis), de Mads Matthiesen, Danemark
Prix ArrasDays
The bride, de Paula Ortiz, Espagne
Mention spéciale au Prix ArrasDays
Hafsteinn Gunnar Sigurðsson, Islande, pour Kanari

### 14eédition(2013)
du 8 au 17 novembre 2013
Grand Prix du Jury (présidé par Philippe Faucon, avec André Wilms, Corinne Masiero, Geoffroy Grison et Anna Novion)
Miracle de Juraj Lehotský, Slovaquie
Prix de la mise en scène
La Fille de l'Armoire (Dziewczyna z szafy), de Bodo Kox, Pologne
Prix du Public
Kertu, de Ilmar Raag, Estonie
Prix regard jeunes
La Fille de l'Armoire (Dziewczyna z szafy), de Bodo Kox, Pologne
Prix du Syndicat français de la critique de cinéma
Chasing the Wind (Jag etter vind), de Rune Denstad Langlo, Norvège
Mention spéciale
De l'autre côté du mur (West) de Christian Schwochow, Allemagne

### 15eédition(2014)
- du 7 au 16 novembre 2014
- Jury présidé par Sólveig Anspach, avec Jean-Luc Gaget, Sophie Guillemin, Anamaria Marinca et Miel Van Hoogenbemt

Grand Prix du Jury
Fair Play de Andrea Sedláčková, République tchèque
Prix de la mise en scène
L'Idiot ! (Durak) de Youri Bykov, Russie
Prix du Public
L'Idiot ! (Durak) de Youri Bykov, Russie
Prix regard jeunes
L'Idiot ! (Durak) de Youri Bykov, Russie
Prix du Syndicat français de la critique de cinéma
Quod Erat Demonstrandum de Andrei Gruzsniczki, Roumanie
Mention spéciale
Pause de Mathieu Urfer, Suisse
- autres films en compétition
  - Aces (Os Fenómenos) de Alfonso Zarauza, Espagne
  - Paris of the North (París Norðursins) de Hafsteinn Gunnar Sigurðsson, Islande
  - The Lesson (Urok) de Kristina Grozeva et Petar Valtchanov, Bulgarie
  - Bota de Iris Elezi et Thomas Logoreci, Albanie-Italie
  - Monument to Michael Jackson (Spomenik Majklu Dzeksonu) de Darko Lungulov, Serbie-Allemagne

### 16eédition(2015)
- du 6 au 15 novembre 2015
- Jury présidé par Laetitia Masson, avec Antoine Chappey, Salomé Stevenin, Malik Zidi et Boris Petkovic.

Grand Prix du Jury
Fúsi de Dagur Kári, Islande
Prix de la mise en scène
Jajda de Svetla Tsotsorkova, Bulgarie
Prix du Public
The Fencer de Klaus Härö, Finlande
Prix regard jeunes
Verfehlung de Gerd Schneider, Allemagne
Prix du Syndicat français de la critique de cinéma
Czerwony pająk de Marcin Koszałka, Pologne
Mentions spéciales
Home Care de Slávek Horák, République tchèque
Gunnar Jonsson pour son rôle dans Fúsi de Dagur Kári, Islande

### 17eédition(2016)
- du 4 au 13 novembre 2016
- Jury présidé par Jean-Pierre Améris avec Marianne Denicourt, Zinedine Soualem, Sophie Révil et Flonja Kodheli.

Grand Prix du Jury
Glory (Slava) de Kristina Grozeva et Petar Valtchanov, Bulgarie
Prix de la mise en scène
Anna's Life (Anas Ckhovreba) de Nino Basilia, Géorgie
Prix du Public
Roues libres (Tiszta szívvel) de Till Attila, Hongrie
Prix regard jeunes
Roues libres (Tiszta szívvel) de Till Attila, Hongrie
Prix du Syndicat français de la critique de cinéma
Roues libres (Tiszta szívvel) de Till Attila, Hongrie
- autres films en compétition
  - We Are Never Alone (Nikdy nejsme sami) de Petr Václav, République tchèque
  - Houston, We Have a Problem! (film) (en) (Houston, imamo problem!) de Žiga Virc, Slovénie
  - Welcome to Norway de Rune Denstad Langlo, Norvège
  - Paula de Christian Schwochow, Allemagne
  - S one strane de Zrinko Ogresta (en), Croatie
  - Waldstille de Martijn Maria Smits, Pays-Bas

### 18eédition(2017)
- du 3 au 12 novembre 2017
- Jury Atlas présidé par Christian Carion, avec Alice Isaaz, Christophe Rossignon, Andrea Sedláčková, Constance Dollé.

Grand Prix du Jury
The Line (Čiara) de Peter Bebjak, Slovaquie
Prix de la mise en scène
Zagros de Sahim Omar Kalifa, Turquie-Belgique
Prix du Public
Zagros de Sahim Omar Kalifa, Turquie-Belgique Hongrie
Prix regard jeunes
The Line (Čiara) de Peter Bebjak, Slovaquie
Prix du Syndicat français de la critique de cinéma
Arrhythmia de Boris Khlebnikov, Russie Hongrie
autres films en compétition
Breaking news de Iulia Rugină (ro), Roumanie
Handle with care (Hjertestart) de Arild Andresen (director) (en), Norvège
I'm a Killer (Jestem mordercą) de Maciej Pieprzyca, Pologne
The Miner (Rudar) de Hanna Slak (sl), Slovénie
La Tête à l'envers (Wilde Maus) de Josef Hader, Autriche
Une part d'ombre de Samuel Tilman, Belgique

### 19eédition(2018)
- du 2 au 11 novembre 2018.
- Jury Atlas présidé par Emmanuel Finkiel, avec Marilyne Canto, Lucia Sanchez, Jacques Fieschi, Grégoire Leprince-Ringuet

Atlas d'or du meilleur film
Jumpman (Подбросы) de Ivan Ivanovitch Tverdovski
Atlas d'argent de la mise en scène
À l'ombre des Séraphins de Daniel Sandu
Mention spéciale du jury
Take it Or leave it de Liina Triškina-Vanhatalo
Prix de la critique
Take it Or leave it de Liina Triškina-Vanhatalo
Prix du public
The Eternal Road de Antti-Jussi Annila
Prix regards jeunes
À l'ombre des Séraphins de Daniel Sandu

### 20eédition(2019)
- du 8 au 17 novembre 2019.
- Jury Atlas présidé par Thierry Klifa

Atlas d'or du meilleur film
La Saveur des coings (Bashtata) de Kristina Grozeva et Petar Valtchanov
Atlas d'argent de la mise en scène
Marko Škop pour Let There Be Light (en)
Prix de la critique
La Saveur des coings (Bashtata) de Kristina Grozeva et Petar Valtchanov
Prix du public
Dafne de Federico Bondi
Prix regards jeunes
La Saveur des coings (Bashtata) de Kristina Grozeva et Petar Valtchanov
autres films en compétition
The Best of Dorien B. de Anke Blondé, Belgique
Negative Numbers (Uarkhofiti Ricxvebi) de Uta Beria, Géorgie
Żelazny Most de Monika Jordan-Młodzianowska, Pologne
Lands of Murders (Freies Land) de Christian Alvart, Allemagne
Disco de Jorunn Myklebust Syversen, Norvège
Carturan de Liviu Săndulescu, Roumanie

### 21eédition(2020)
- du 13 novembre 2020 au 15 novembre 2020[15].
- Jury Atlas co-présidé par Baya Kasmi et Michel Leclerc, avec Alice de Lencquesaing, Olivier Loustau et Félix Moati

Atlas d'or du meilleur film
Quo vadis, Aida ? de Jasmila Žbanić, Bosnie-Herzégovine
Atlas d'argent de la mise en scène
I Never Cry (Jak najdalej stąd) de Piotr Domalewski, Pologne
Autres films en compétition
Tereza37 de Danilo Šerbedžija, Croatie
Rounds de Stephan Komandarev, Bulgarie
The Campaign de Marian Crișan, Roumanie
Shadow country (Krajina ve stínu) de Bohdan Sláma, Tchéquie
Spirál de Cecília Felméri (eo), Hongrie
Wildland (Kød & Blod) de Jeanette Nordahl, Danemark

### 22eédition(2021)
- du 5 au 14 novembre 2021
- Jury Atlas présidé par Vincent Garenq, avec Agathe Bonitzer, Gilles Cohen, Murielle Magellan et Nathalie Richard

Atlas d'or du meilleur film
Becoming Mona (en) de Sabine Lubbe Bakker et Niels Van Koevorden, Pays-Bas
Atlas d'argent de la mise en scène
La Mif de Frédéric Baillif, Suisse
Prix de la critique
Ne pas laisser de traces de Jan P. Matuszyński (pl), Pologne
Prix du public
Ne pas laisser de traces de Jan P. Matuszyński (pl), Pologne
Prix regards jeunes
L'Aveugle qui ne voulait pas voir le Titanic de Teemu Nikki (it), Finlande
autres films en compétition
- Erna at War (da) de Henrik Ruben Genz, Danemark, Estonie, Belgique
- Inventory de Darko Sinko, Slovénie
- Kadir de Selman Nacar, Turquie, France, Roumanie
- Miracol de Bogdan George Apetri, Roumanie, République tchèque, Lettonie
- Vera Dreams of the Sea de Kaltrina Krasniqi, Albanie, Macédoine du Nord

### 23eédition(2022)
- du 4 au 13 novembre 2022[16]
- Jury présidé par Thomas Lilti, avec Alix Poisson, India Hair, Finnegan Oldfield et Patrick Sobelman

Atlas d'or du meilleur film
- Men of Deeds de Paul Negoescu (ro), Roumanie

Atlas d'argent de la mise en scène
- Six Weeks (Hat hét) de Noémi Veronika Szakonyi, Hongrie

Prix de la critique
- Il Boemo de Petr Václav, Tchéquie

Prix du public
- Nowhere de Peter Monsaert, Belgique

Prix regards jeunes
- Six Weeks (Hat hét) de Noémi Veronika Szakonyi, Hongrie

autres films en compétition
- L'Homme le plus heureux du monde (Najsrekjniot Chovek Na Svetot) de Teona Strugar Mitevska, Macédoine du Nord
- Luxembourg, Luxembourg de Antonio Lukich, Ukraine
- Victim (film, 2022) (Obet) de Michal Blaško, Slovaquie
- Wolka de Árni Ólafur Ásgeirsson (is), Islande / Pologne
- Working Class Heroes (Heroji radnicke klase) de Miloš Pušić, Serbie

### 24eédition(2023)
- du 3 au 12 novembre 2023
- Jury présidé par Dominik Moll, avec Solène Rigot, Lucie Debay, Laurent Capelluto et Laurent Poitrenaux

Atlas d'or du meilleur film
- Holly de Fien Troch, Belgique, Pays-Bas, Luxembourg, France

Atlas d'argent de la mise en scène
- Hesitation wound (Tereddüt Çizgisi) de Selman Nacar, Turquie, Espagne, Roumanie, France

Prix de la presse
- Libertate de Tudor Giurgiu, Roumanie, Hongrie

Prix du public
- Without Air de Katalin Moldovai, Hongrie, Roumanie

Prix regards jeunes
- Slow de Marija Kavtaradze, Lituanie, Suède, Espagne

autres films en compétition
- Blaga's Lessons de Stephan Komandarev, Bulgarie, Allemagne
- Stella, une vie allemande de Kilian Riedhof, Allemagne, Autriche
- Let the river flow (Ellos eatnu - La elva leve) de Ole Giæver, Norvège, Suède, Finlande, Allemagne
- Solitude de Ninna Pálmadóttir, Islande, Slovaquie, France